# École Pratique des Hautes Études
École Pratique des Hautes Études (EPHE) este o mare instituție de învățământ superior franceză specializată în științe ale vieții și ale pământului, științe istorice și filologice și științe religioase. Statutul său de « grand établissement » (tip EPSCP) îi permite să-și selecteze studenții. Maties Delcor a studiat acolo (1947) texte biblice. Misiunea statutară a EPHE este, în domeniile științifice pe care le acoperă, „dezvoltarea cercetării și formării prin practicarea cercetării”.
La sfârșitul anului 2014 s-a alăturat Universitatea Paris Sciences et Lettres.
Fondat în 1868, astăzi EPHE este alcătuit din trei secții (Științe ale vieții și ale pământului, Științe istorice și filologice, Științe religioase) și trei institute de stat: Institut européen en sciences des religions, Institut des récifs coralliens du Pacifique și Institut transdisciplinaire d'étude du vieillissement.
Fosta secție a VI-a (Științe economice și sociale), condusă de Fernand Braudel, a devenit, în 1975, un organism independent, «École des hautes études en sciences sociales (EHESS)».